# Gizmo5
Gizmo5 (früher Gizmo Project) war eine VoIP-Freeware, die das kostenlose Telefonieren via Internet zwischen Computern sowie das gebührenpflichtige Telefonieren ins Festnetz und auf Mobiltelefone ermöglichte. Gizmo5 wurde ursprünglich von der amerikanischen Firma SIPphone entwickelt und vertrieben. Die Software selbst ist proprietär, nutzt aber teilweise freie Protokolle.
Die Software steht für Windows, Linux und Mac OS zur Verfügung. Es werden auch Versionen für Palm OS und Handys mit Symbian angeboten. Im November 2009 wurde Gizmo5 von Google aufgekauft und neu umgesetzt bzw. später eingestellt.

## Eigenschaften
Die Software zeichnet sich dadurch aus, dass sie auch hinter Firewalls und NAT-Routern problemlos funktioniert. Verwendet wird dabei das SIP-Protokoll, welches sich als Standard in der Internettelefonie durchzusetzen versucht. Damit setzt Gizmo5 im Gegensatz zum Konkurrenten Skype auf einen freien Standard.
Zusätzlich zu Gesprächen über das Internet kann man auch sogenanntes CallOut-Guthaben erwerben, mit dem es ermöglicht wird, kostenpflichtig reguläre Festnetz- oder Mobilfunkanschlüsse anzurufen.
Außerdem ist es nach Verhandlungen mit einigen großen Telekommunikationsanbietern der USA möglich, mit einer Vorwahl kostenlos auch die Kunden anzurufen, die von diesen Anbietern per VOIP angeschlossen wurden. Für eine feste monatliche Pauschale können Gizmo5-Nutzer sich auch normale Telefonnummern in derzeit über 28 Staaten registrieren, deren Anrufe zu ihrem Softphone weitergeleitet werden.
Neben der bei der Registrierung automatisch vergebenen SIP-Nummer von Gizmo5 ist es außerdem möglich, sich noch mit einem zweiten SIP-Server zu verbinden und auszuwählen, über welches der beiden Konten das Gespräch geführt werden soll. So können auch bereits vorhandene VOIP-Flatrates oder günstigere Tarife genutzt werden.
Benutzer des SIP-Protokolls können mittels SIMPLE Textnachrichten untereinander austauschen. Auch das Senden von Dateien ist möglich. Zudem bietet Gizmo5 die Möglichkeit an, mit XMPP- und Google-Talk-Nutzern zu chatten. Auch Chats mit Nutzern proprietärer Protokolle, wie denen von AIM/ICQ, MSN und Yahoo Messenger, werden unterstützt.
Gizmo5 verfügt über einen Anrufbeantworter und die Möglichkeit für Konferenzschaltungen.
Seit dem 3. April 2011 ist das Projekt eingestellt, vorhandenes Guthaben kann zurückgebucht werden.